# Городище (Боратинська сільська громада)
Городи́ще — село в Україні, у Луцькому районі Волинської області. Входить до складу Боратинської сільської громади. Населення становить 841 осіб.

## Історія
До колективізації село розташовувалось на справжньому городищі на берез річки Чорногузки. Там же була церква, на місці якої зараз пам'ятний хрест. Сучасне Городище після Другої Світової Війни було перенесене подалі від річки, а причиною цього стало те, що воно було майже повністю спалене німцями[джерело?]. 
До 5 липня 2017 року село підпорядковувалось Баївській сільській раді Луцького району Волинської області.
12 червня 2020 року, відповідно до розпорядження Кабінету Міністрів України № 708-р «Про визначення адміністративних центрів та затвердження територій територіальних громад Волинської області», село увійшло у склад Боратинської сільської громади.
19 липня 2020 року, в результаті адміністративно-територіальної реформи та ліквідації  Луцького району, село увійшло до складу новоутвореного Луцького району.

## Населення
Згідно з переписом УРСР 1989 року чисельність наявного населення села становила 817 осіб, з яких 395 чоловіків та 422 жінки.
За переписом населення України 2001 року в селі мешкала 841 особа.

### Мова
Розподіл населення за рідною мовою за даними перепису 2001 року:
| Мова       | Кількість | Відсоток |
| ---------- | --------- | -------- |
| українська | 838       | 99.05%   |
| російська  | 8         | 0.95%    |
| Усього     | 841       | 100%     |

## Пам'ятки археології
- За 0,5 км на північ від села, на гребені першої надзаплавної тераси лівого берега р. Чорногузка знаходилось 16 давньоруських курганів, шість з яких у 1898 р. розкопала К. Мельник.
- На північно-західній околиці села, на північ від шосейної дороги сполученням Луцьк–Цеперів, за 300 м на південний захід від тваринницької ферми, на схилі лівого берега р. Чорногузки, висотою 16–18 м над рівнем заплави — двошарове поселення тшинецько-комарівської культури і давньоруського часу ХІІ–ХІІІ ст. площею до 1 га. Речові матеріали зібрані з території орного поля. Комплекс знахідок середнього періоду доби бронзи репрезентують фрагменти стінок ліпних посудин, відщеп та уламок кременю. У складі матеріалів раннього середньовіччя уламки вінець, денець і бочків гончарних горщиків. Окремі екземпляри декоровані прямими нарізними борозенками.
- За 0,3 км на північний захід від села, за 0,15 км на північ від шосейної дороги, на схилі лівого берега р. Чорногузки, висотою 8–10 м над рівнем заплави — поселення тшинецько-комарівської, вельбарської культур і давньоруського часу площею 2 га. Речові матеріали зібрані з території орного поля.
- За 1,6 км на захід від села, в урочищі «Чвораки» (невеликий хутір), за 2 км на південь від тваринницької ферми, на лівому березі безіменного струмка (лівосторонній доплив р. Чорногузки), висотою до 2 м над рівнем заплави — поселення періоду ХІІ–ХІІІ ст. Уламки вінець і фрагменти стінок гончарних горщиків зібрані з території садиб Кривича і Панасюка.
- За 1,7 км на захід від села, в урочищі «Фільварок», на мисоподібному виступі лівого берега р. Чорногузки висотою 4–5 м над рівнем заплави — двошарове поселення вельбарської культури і періоду ХІІ–XIV ст. площею 2 га. Речові матеріали зібрані з території орного поля.
- За 2 км на захід від села, на мисоподібному виступі лівого берега р. Чорногузки, висотою 4–5 м над рівнем заплави — поселення періоду ХІІ–XV ст. площею 2 га. Із західної сторони його оконтурює меліоративний рів. З території орного поля зібрано уламки вінець і фрагменти стінок гончарних горщиків.
- За 2 км на південний захід від села, за 0,2 км на захід від споруд транспортного підприємства, на мисоподібному виступі лівого берега р. Чорногузки, у місці впадіння в неї невеликого безіменного струмка, заплава якого зараз зайнята ставом, на захід від водонапірної башти, за 1 км північніше мосту шосейної дороги Луцьк–Львів, в урочищі «Старе городище» — двошарове поселення вельбарської культури і періоду ХІІ–ХІІІ ст. площею близько 2 га.
- За 2,5 км на південний захід від села, навпроти тваринницької ферми, через заплаву р. Чорногузки, на півовальному в плані виступі її лівого берега, висотою до 8 м — багатошарове поселення тшинецько-комарівської, вельбарської культур і давньоруського часу ХІІ–ХІІІ ст. площею до 3 га.
- За 2,7 км на південний захід від села, в урочищі «Старе село», за 0,5 км на схід від хутора, на лівому березі р. Чорногузки, висотою 4–5 м над рівнем заплави — поселення періоду ХІІ–XV ст. площею до 1 га. Уламки вінець і фрагментів стінок гончарних горщиків зібрані з території людських городів.
- За 3 км на південний захід від села, в урочищі «Старе село», на правому березі безіменного струмка (лівосторонній доплив р. Чорногузки), висотою 3–4 м над рівнем заплави, на території невеликого хутора — поселення періоду ХІІ–ХІІІ ст. площею до 1 га. Уламки гончарного посуду зібрано з людських городів.